# روبرت سويت
روبرت سويت (1783-1835) (بالإنجليزية: Robert Sweet)‏ هو عالم نبات بريطاني.